# Ханс Хайнрих V фон Хохберг
Ханс Хайнрих V фон Хохберг (на немски: Hans Heinrich V Graf von Hochberg; * 6 ноември 1741; † 22 май 1782, Фюрстенщайн) е граф на Хохберг, фрайхер на Фюрстенщайн в Бавария.

## Произход, управление и наследство
Той е син на граф Ханс Хайнрих IV фон Хохберг, фрайхер фон Фюрстенщайн (1705 – 1758), и съпругата му графиня Луиза Фридерика фон Щолберг-Щолберг (1710 – 1757), дъщеря на граф Кристоф Фридрих фон Щолберг-Щолберг (1672 – 1738) и фрайин Хенриета Катарина фон Бибран-Модлау (1680 – 1748).
През 1764 г. Ханс Хайнрих V фон Хохберг частично обединява поделената фамилна собственост. През 1791 г. синът му Ханс Хайнрих VI фон Хохберг обединява цялата собственост на „старата линия Фюрстенщайн“, а неговият син Ханс Хайнрих X фон Хохберг (1806 – 1855) става 1. княз на Княжество Плес.
Ханс Хайнрих V фон Хохберг умира на 40 години на 22 май 1782 г. във Фюрстенщайн, Бавария.

## Фамилия
Ханс Хайнрих V фон Хохберг се жени на 18 ноември 1762 г. в Щолберг за графиня Кристина Хенриета Луиза фон Щолберг-Щолберг (* 1 септември 1738, Щолберг; † 9 декември 1776, Берлин), внучка на дядо му граф Кристоф Фридрих фон Щолберг-Щолберг (1672 – 1738), дъщеря на граф Кристоф Лудвиг II фон Щолберг-Щолберг (1703 – 1761) и графиня Луиза Шарлота фон Щолберг-Росла (1716 – 1796). Те имат децата:
- Шарлота Хенриета (* 6 октомври 1763; † 19 януари 1800), омъжена за чичо си граф Готлоб Йохан Лудвиг фон Хохберг, фрайхер фон Фюрстенщайн (* 30 май 1753; † 14 декември 1791)
- Йозефина Кристиана (* 15 октомври 1764; † 23 октомври 1775)
- Фердинанда Хенриета фон Хохберг-Ронщок (* 24 февруари 1767; † 26 декември 1836), омъжена на 31 юли 1789 г. за граф Лудвиг фон Шьонбург (* 27 август 1762; † 1 май 1842)
- Ханс Хайнрих VI фон Хохберг (* 22 април 1768; † 7 май 1833), граф на Хохберг, фрайхер фон Фюрстенщайн, женен на 21 май 1791 г. в Плес за принцеса Анна Емилия фон Анхалт-Кьотен-Плес (* 20 май 1770; † 1 ноември 1830), наследничка на господството Плес/Пшчина, единствената дъщеря на княз Фридрих Ердман фон Анхалт-Кьотен-Плес (1731 – 1797) и графиня Луиза Фердинанда цу Щолберг-Вернигероде (1744 – 1784); баща на:
  - Ханс Хайнрих X фон Хохберг (1806 – 1855), 1. княз Княжество Плес
- 2 сина